# Гранит Сити
Гранит Сити (на английски: Granite City) е град в окръг Мадисън, щата Илинойс, Съединени американски щати.

## Население
Населението на града през 2010 година е 29 849 души, от тях: 89,5 % – бели, 5,5 % – чернокожи, 0,5 % – азиатци, 0,04 % – индианци. През 2017 г. населението му намалява до 28 746 жители (по приблизителна оценка).

## История
Градът е основан през 1896 година. В периода 12 септември 1907 – 1950 година в Гранит Сити излиза българският вестник „Народен глас“.

## Личности
Починали в Гранит Сити
- Васил Стефанов (1884 – 1950), български емигрантски деец
- Кръстю Капиданчев (1880 – 1932), български емигрантски деец
- Лазар Палчев (1876 – 1960) – български революционер и общественик, деец на МПО
- Тодор Чукалев (1908 – 1991) – български общественик, деец на МПО
- Христо Недялков (? – 1910), български емигрантски деец
- Цветко Багрянов (1871 – 1953), български емигрантски деец